# Menhirs de l'île Melon
Les menhirs de l'île Melon sont un groupe de quatre menhirs situés sur île Melon (commune de Porspoder), dans le département du Finistère en France. Tous les menhirs sont en granite de l'Aber Ildut dont l'île Melon fut un site d'extraction important.

## Le grand menhir
Il figure sur le plan cadastral de 1842. Il a échappé à plusieurs tentatives de débitage. Il est classé au titre des monuments historiques le 22 février 1921. Le 2 mars 1942, l'armée allemande dynamite le menhir au prétexte qu'il servait de repère pour les navires ennemis. Les fragments du menhir sont demeurés sur place.
Avant dynamitage, le menhir mesurait entre 6 m et 7 m de hauteur pour une largeur de 2,60 à 2,80 m et une épaisseur moyenne de 1,80 m. Avec une circonférence de 9,40 m, son poids était estimé à 80 tonnes. Il était très légèrement incliné vers le nord-est. Selon Alfred Devoir, les faces étaient régularisées.

## Paire de menhirs
Les deux menhirs sont distants d'environ 5 m et disposés selon un axe sud-sud-ouest/nord-nord-est. Le menhir le plus au nord est le plus grand. Il est de forme trapézoïdale (1,90 m de hauteur, 1,90 m au plus large et 0,50 m d'épaisseur). Il comporte une cupule sur sa face ouest et deux petites dépressions sur sa face nord, beaucoup plus récentes qui pourraient être des impacts de balle. Le second menhir mesure 1,20 m de hauteur pour une largeur de  1,15 m et une épaisseur de  0,55 m.

## Menhir sud
Il a été photographié et dessiné par Alfred Devoir au début du XXe siècle. Encore debout dans le dernier quart de ce siècle, il est désormais renversé à la pointe sud de l'île. C'est un bloc de granite de 2,40 m de long sur 1,50 m de large d'une épaisseur de 0,50 à 0,60 m.

## Annexe